# Batalla de Orbaizeta
La batalla del Orbaizeta fue librada entre el 15 de octubre de 1794 y 17 de octubre de 1794 durante la Guerra del Rosellón. En ella se enfrentaron los ejércitos de la República francesa y el Reino de España. Se libró en el noreste y noroeste de Navarra.

## Antecedentes
A finales de 1792, se dio una escalada de tensiones entre España y Francia. Esto provocó la movilización de tropas regulares y de voluntarios que fueron enviadas a la frontera de ambos países.
Pedro Pablo Abarca de Bolea y Ximénez de Urrea, conde de Aranda, preparó la ofensiva española en los tres frentes pirenaicos siendo el de Euskadi y Navarra dirigido por Ventura Caro. El mariscal dispondría de 18 000 hombres. Su misión era la de defender la frontera y realizar maniobras de distracción que aliviaran el mayor de los frentes, el catalán.
Tras una series de victorias del ejército dirigido por Ventura Caro en 1793 en las que incluso logró hacerse con Iparralde, en 1794 comienzan a ganar las tropas francesas tras lograr defenderse de la ofensiva en Urrugne. En junio de 1794, en la Batalla del Valle de Baztán son expulsados los españoles del territorio francés e incluso llegan a capturar San Sebastián y Tolosa a principios de agosto.
Sin apenas haber sufrido bajas, Bon-Adrien de Moncey, ascendido por sus logros a comandante, decide tomar Ciudadela de Pamplona.

## Batalla
El 15 de octubre de 1794, Moncey lanzó una ofensiva desde el valle de Baztán y la zona del Orreaga con 46 000 hombres. Al mando de las divisiones francesas estaban los generales de la División Henri F. Delaborde, Jean Mauco, Thomas-Alexandre Dumas, Charles de Frégeville y Jean-Antoine Marbot. Los generales de brigada que encabezaron la operación fueron Louis Hyacinthe Le Feron, Antoine Digonet, Pierre Rouché, Jean Daniel Pinet y Pierre Bories de Castelpers. Por el oeste, la ofensiva partía de Leitza hacia Lekunberri. En el centro, se dirigían a Sorauren partiendo desde Doneztebe por el paso de Donamaria y desde Elizondo por el Puerto de Belate. Finalmente el flanco este partió desde Orreaga dirección valle del Río Urrobi y al Río Irati. Con esta táctica Moncey quería envolver al ejército español. En el bando de los españoles el teniente general Pedro Téllez-Girón contaba para la defensa con 13 000 hombres. Sus comandantes fueron los generales Antonio Filangieri, Juan Manuel Cagigal, Frías y el marqués de la Cañada Ibañez.

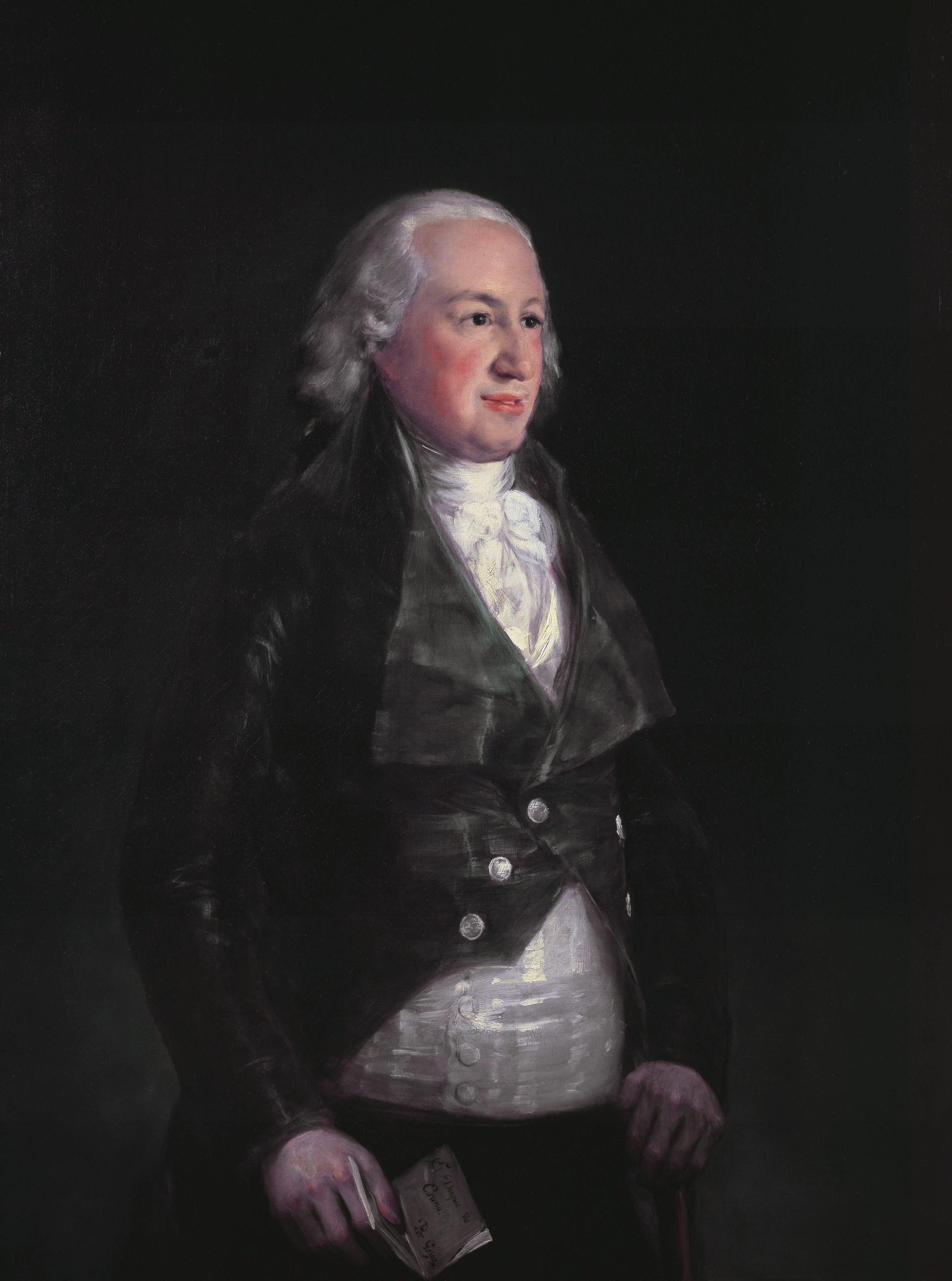
Retrato de Pedro Téllez-Girón por Goya

El 15 de octubre, la división dirigida por Delaborde atacó a Filangieri en Mezquíriz, a 8 kilómetros al suroeste de Orreaga. Las fuerzas francesas estaban compuestas por 11 batallones de infantería, dos de granaderos, además de 640 dragones y húsares. Las tropas españolas contaban con 4000 hombres de los que 200 resultaron muertos y 724 fueron apresados.

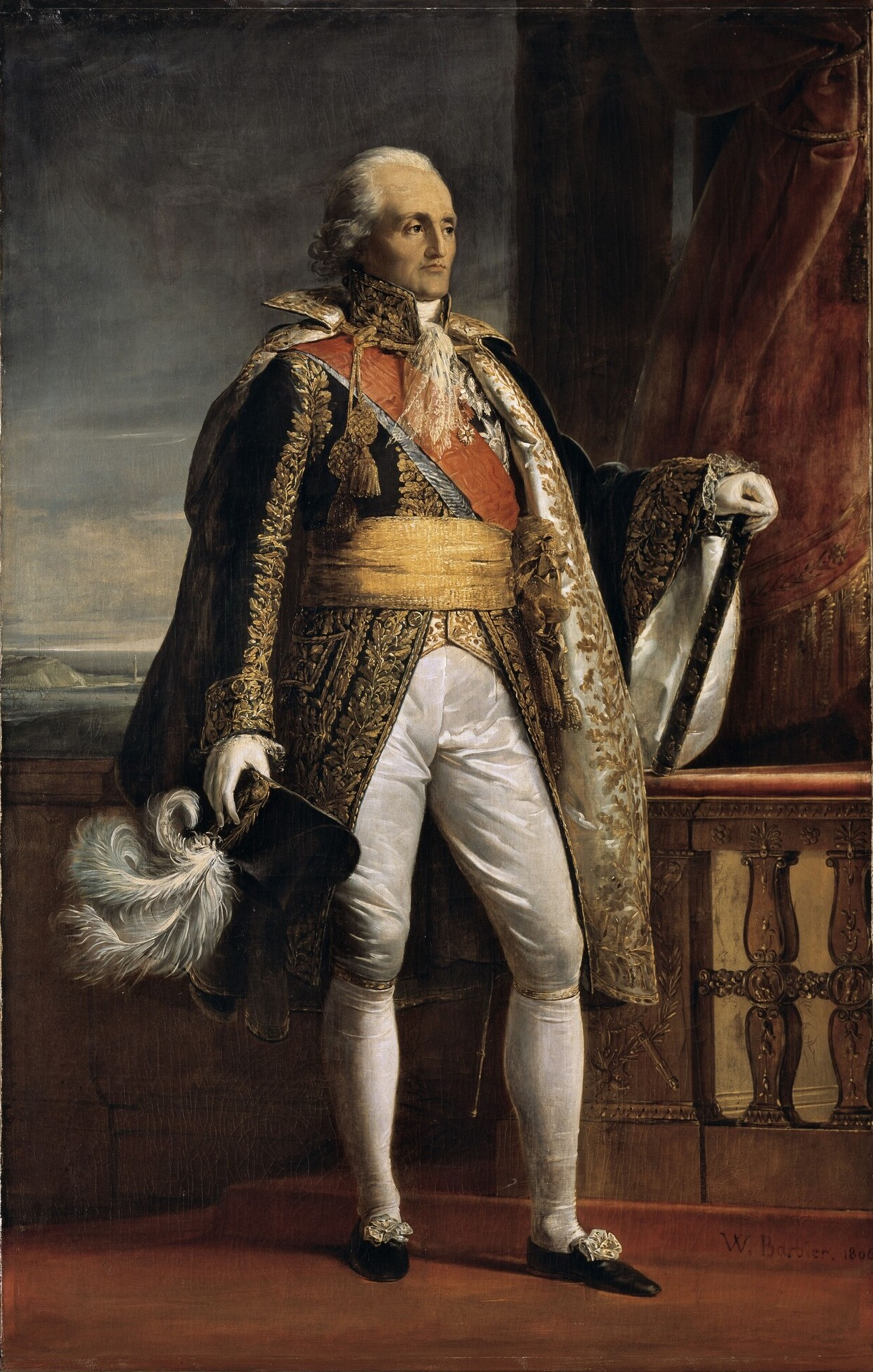
Retrato de Bon-Adrien de Moncey

Los franceses capturaron Lekunberri el 16 de octubre y Villanueva de Araquil, situado nueve kilómetros más al sur, el día siguiente. Ambas aldeas estaban en el extremo occidental de la línea. En el extremo oriental se hicieron con Orbaizeta, que contaba con una fundición de armas. También tomaron el almacén de mástiles de la marina española en el Irati y una segunda fundición en Eugui. La ofensiva se detuvo antes de llegar a Pamplona pues no les fue autorizado avanzar más. La mayor parte de las tropas españolas lograron escapar del cerco al no ser aislados del todo por Delaborde.

## Consecuencias
Las pérdidas españolas ascendieron a unos 4000 soldados muertos, heridos y desaparecidos. Además, los franceses se apoderaron de 50 piezas de artillería. Se desconocen las bajas francesas. Los franceses infligieron graves daños al ejército español y ganaron terreno más cerca de la Ciudadela de Pamplona. La pérdida de las dos fundiciones de armas y del almacén de mástiles de la marina fueron un duro golpe para los españoles. La línea Vergara-Legazpia se estabilizó como frente a finales de 1794, pero os españoles sufrieron un desastre en la Batalla de la Montaña Negra en los Pirineos orientales en noviembre.
Una epidemia de tercianas y fiebres pútridas paralizó las operaciones francesas en los Pirineos occidentales durante el invierno de 1794-95. De nuevo las hostilidades se reanudaron en 1795. A pesar de los esfuerzos de la Corona el costo elevado de la guerra hacía imposible su continuación. Los enfrentamientos en la primavera de 1795 fueron catastróficos para el ejército borbónico, llegando los franceses en junio a ocupar la villa de Mondragón, tomar Vitoria y Bilbao. Finalmente el Tratado de Basilea del 22 de julio de 1795 puso fin a la guerra. Cuando en agosto las noticias de la paz llegaron al frente, Moncey había avanzado hasta Miranda de Ebro y otras fuerzas se preparaban para sitiar Pamplona.